# Hrabstwo Chesterfield (Karolina Południowa)

Piramida wieku hrabstwa

Hrabstwo Chesterfield – hrabstwo w stanie Karolina Południowa w USA. W 2010 roku populacja wynosiła 46 734. Centrum administracyjnym hrabstwa jest Chesterfield.

## Miasta
- Chesterfield
- Cheraw
- Jefferson
- McBee
- Mount Croghan
- Pageland
- Patrick
- Ruby